# Lácara
|  | Per a altres significats, vegeu «Riu Lácara». |

Lácara és una pedania del municipi espanyol de Montijo. Pertany a la província de Badajoz, a Extremadura. Se situa a 8 quilòmetres del cap de municipi, Montijo. És un poble de creació recent, es fundà durant el pla de colonització de las Vegas Bajas del Guadiana.